# Beauty Queen Sister
Beauty Queen Sister è il tredicesimo album in studio del duo musicale statunitense Indigo Girls, pubblicato nel 2011.

## Tracce
1. Share the Moon – 3:34
2. John – 4:22
3. Beauty Queen Sister – 3:11
4. We Get to Feel It All – 3:32
5. War Rugs – 3:23
6. Gone – 3:02
7. Mariner Moonlighting – 3:36
8. Birthday Song – 4:19
9. Feed and Water the Horses – 4:30
10. Making Promises – 3:19
11. Damo – 4:07
12. Able to Sing – 4:02
13. Yoke – 5:09

## Formazione
Indigo Girls
- Amy Ray – voce, chitarra elettrica (1–5, 7, 8, 13), chitarra acustica (6, 10, 12), mandolino elettrico (9), mandolino (11)
- Emily Saliers – voce, ukulele (1), chitarra acustica (2, 4, 6, 8–12), chitarra elettrica (3), slide guitar (6), chitarra classica (7)

Altri musicisti
- Carol Isaacs – Wurlitzer (1, 4, 12), organo Hammond B3 (1, 2), vibes (1, 4, 5, 7–9, 13), piano (3, 6–9), fisarmonica (10, 13)
- Brady Blade – batteria (1–4, 6, 9, 10, 12), loop (2)
- Jim Brock – percussioni (1–10, 12, 13), loop (2), batteria (5, 7, 8, 13)
- Stuart Mathis – chitarra elettrica (10)
- Luke Bulla – violino (1, 2, 4–6, 8, 9, 13), mandolino (2, 5, 7, 9, 10, 12)
- Allison Brown – banjola (2, 8, 9, 12), banjo (5–7)
- Frank Howard Swart – basso (1–4, 6, 9, 10, 12)
- Viktor Krauss – contrabbasso (5, 7, 8, 13)
- Allen Parker – synth loop (8)
- The Shadowboxers – cori (3, 4)
- Lucy Wainwright Roche – voce (5), cori (12)
- Eamonn de Barra – fischio (11), flauto (11)
- Damien Dempsey – cori (11)
- Clare Kenny – basso (11)
- John McLoughlin – chitarra acustica (11), mandolino (11)
- John Reynolds – batteria (11)